# Jaromír Lhotský
Jaromír Lhotský (* im 19. oder 20. Jahrhundert) ist ein tschechischer Mediziner.

## Leben
Lhotský promovierte 1935 zum MUDr. in Allgemeinmedizin an der Medizinischen Fakultät der Masaryk-Universität. Er wirkte als Facharzt für Neurologie und Psychiatrie in Wiener Neustadt und veröffentlichte eine Filmpsychologische und filmtherapeutische Schriftenreihe.
Er verfasste zahlreiche Schriften über Filmpsychologie und entwickelte mit seinem Buch Der „vierdimensionale“ Test eine neue, auf das Kino angewandte psychometrische Methode.

## Schriften (Auswahl)
- Der „vierdimensionale“ Test: Die Filmtestmethode in der Psychologie und Psychopathologie. 1949. OCLC 72932893
- Der Film als Heilmethode: Der Film in der Therapie und Diagnostik von Geisteskrankheiten und Neurosen. 1949. OCLC 72932892
- Einführung in die Filmpsychologie. 1949. OCLC 72932890
- „Vergleichspunkte zwischen Film und Traum.“ In: Otto Pötzl: Der Film als Experiment und Heilmethode. Wien: Maudrich, 1950. OCLC 14665193
- „Möglichkeiten und Grenzen des Märchenfilms.“ In: Film, Jugend, Schule. Gelsenkirchen, Juli 1954.Abstract (S. 92) (PDF; 10,1 MB)
- „Der Begriff ‚Prägung‘ in der vergleichendanalytischen Psychologie.“ In: Sexualität und Sinnlichkeit. Beiträge zum Problem der Prägung. Beiträge zur Sexualforschung 6, S. 57–67.
- Mit F. Weiss: „Echo-Encephalographic Experience with Surgical Patients.“ In: E. Katzner, W. Schiefer und K. J. Zülch (Hrsg.): Proceedings in Echo-Encephalography. New York: Springer Verlag, 1968, S. 174f.